# Gustinus Ambrosi
Gustinus Ambrosi (* 24. Februar 1893 in Eisenstadt, Österreich-Ungarn als August Arthur Ambrosi; † 1. Juli 1975 in Wien) war ein österreichischer Bildhauer und Lyriker.

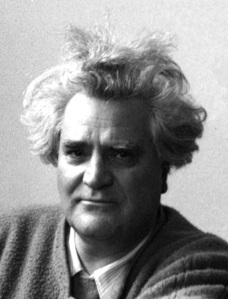
Aufnahme aus dem Jahr 1949

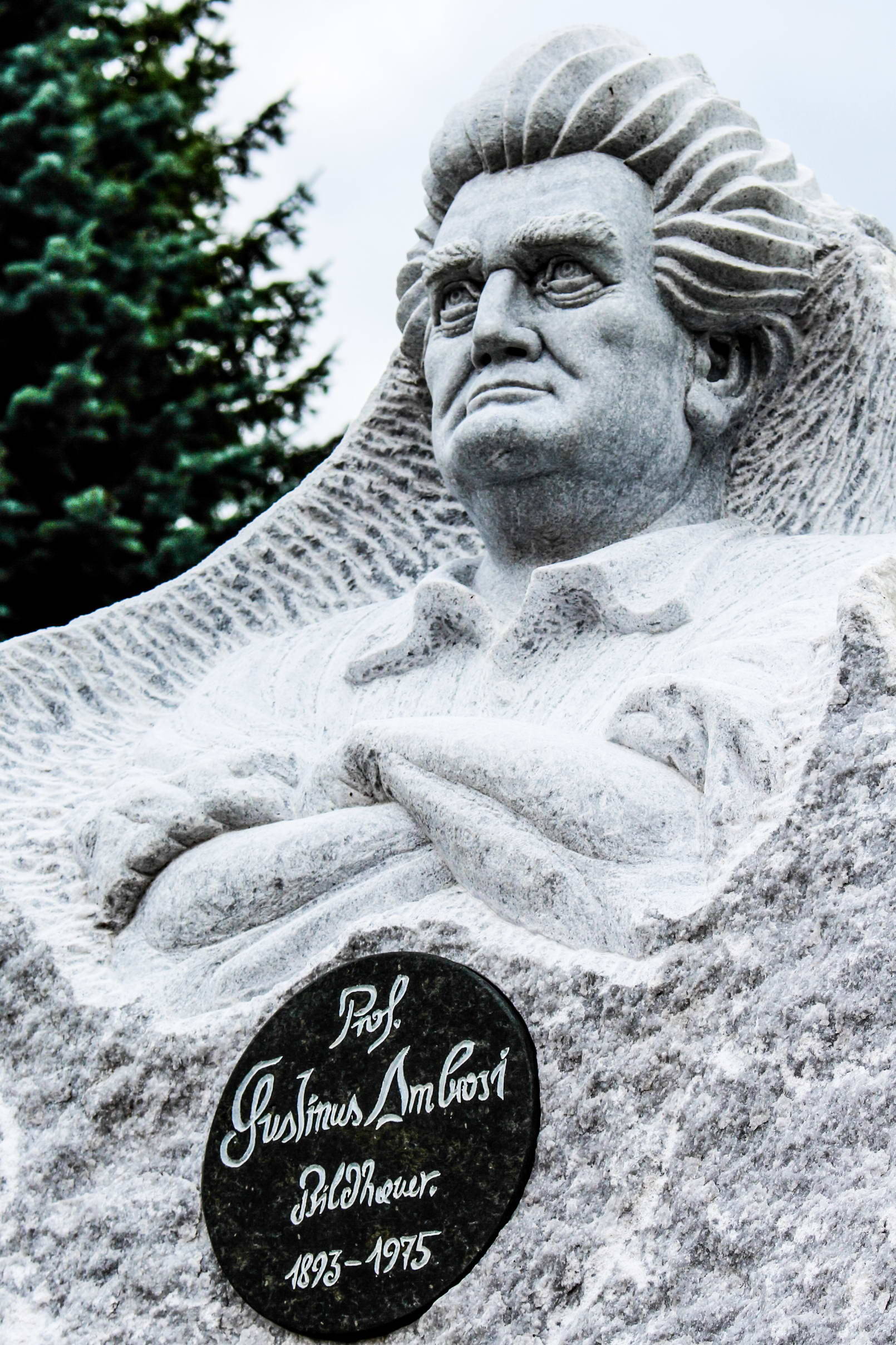
Reliefbüste des Künstlers im Museum in Stallhofen

## Leben

### Kindheit und Jugend
Gustinus Ambrosi hatte vielseitig begabte Eltern. Der Vater, Friedrich Ambrosi (1851–1908), sorgte als k.u.k.-Hauptmann der österreichisch-ungarischen Monarchie für den Unterhalt der Familie; er war aber auch Kunstmaler, wirkte als Chorleiter und Komponist und war ein Freund von Johannes Brahms sowie Joseph Joachim. Zunächst unterrichtete er an der Militärunterrealschule in Eisenstadt, ab 1894 in St. Pölten, 1899 wurde er nach Prag versetzt, wo er dem 8. Korpskommando zugeteilt wurde. Die Mutter, Natalie Ambrosi, geborene de Lángh, dichtete und spielte ausgezeichnet Klavier.
Der jüngste Sohn August (später Gustinus) erstaunte durch seine auffallende musikalische Begabung; er spielte bereits als 6-Jähriger in Quartetten die Geige. 1900 erkrankte er in Prag an einer epidemisch auftretenden Meningitis mit völliger Gehörlosigkeit als Folge. Von 1902 bis 1906 besuchte Gustinus das Prager Privat-Taubstummeninstitut, wo er Modellieren und Schnitzen lernte.

### Lehre und Studium
Am 2. Oktober 1906 begann sein Arbeitsleben. Er wurde zuerst probeweise als Praktikant, ab 1907 als Lehrling im größten Prager Bildhauer- und Stuckateurunternehmen „Jakob Kozourek“ aufgenommen.
Nach dem Tod des Vaters (1908) übersiedelte die Familie 1909 nach Graz. Dort setzte Gustinus die Lehre bei der Firma Suppan, Haushofer und Nikisch fort, seine Freisprechung erfolgte am 15. Januar 1911. Noch als Lehrling besuchte er die Meisterklasse für Modelleure der Grazer k.u.k. Staatsgewerbeschule. Hier förderte ihn besonders der Bildhauer Georg Winkler, der seine spezielle Porträtbegabung entdeckte. Erste öffentliche Anerkennung erfuhr Ambrosi mit dem Werk Der Mann mit dem gebrochenen Genick (1909); damit wurde der erst 16-Jährige in die Genossenschaft bildender Künstler Steiermarks aufgenommen.
Von 1910 bis 1912 beteiligte er sich erfolgreich an Kollektivausstellungen im Grazer Landesmuseum; 1912 wurde dem jungen Künstler der Staatspreis für Plastik der österreichisch-ungarischen Monarchie verliehen. 1913 erhielt er – nach Fürsprache des k.u.k. Statthalters der Steiermark, Graf Manfred von Clary-Aldringen, – von Kaiser Franz Josef I. ein Staatsatelier auf Lebenszeit in Wien.
Zur weiteren Ausbildung übersiedelte Ambrosi 1912 mit seiner Mutter nach Wien und studierte bis 1914 als außerordentlicher Hörer an der Akademie der bildenden Künste (Gasthörer war er bei Josef Müllner und Edmund Hellmer, bei Kaspar von Zumbusch hatte er Privatunterricht).
1918 vermählte sich Gustinus Ambrosi mit Anni Murmayer. Diese Ehe wurde 1922 geschieden. Die im selben Jahr geschlossene Ehe mit Maria Louise Janik aus Lemberg endete im Jänner 1925. Mit Berta Mayer, die er am 14. Februar 1928 ehelichte, fand er für die nachfolgenden 47 Jahre sein Lebensglück.
Der intensive schriftliche Austausch war für den gehörlosen Künstler von großer Bedeutung, stellte er ihm doch den Kontakt mit der hörenden Umwelt her. Seine schriftliche Hinterlassenschaft ist daher sehr umfangreich; sie enthält nicht nur Korrespondenzen mit Persönlichkeiten aus allen Gesellschaftsschichten, sondern auch Gesprächsaufzeichnungen, Textfragmente und Tagebücher. Dieses authentische Quellenmaterial beweist, dass Ambrosi mit anerkannten Dichtern und Schriftstellern seiner Zeit freundschaftlich verbunden war, wie beispielsweise mit Felix Braun, Stefan Zweig, Anton Wildgans, Franz Karl Ginzkey, Alfons Petzold, Franz Theodor Csokor oder Arthur Fischer-Colbrie. Manche porträtierte er aus Begeisterung unentgeltlich. Zu seinem Hauptwerk Promethidenlos (1916–1918) wurde er inspiriert durch Gerhart Hauptmanns gleichnamige frühe Versdichtung; 1914 hatte er den von ihm hochverehrten Dichter und Nobelpreisträger in Agnetendorf porträtiert.

### Zwischenkriegszeit
In der Zwischenkriegszeit gelang es Ambrosi, unter großen Anstrengungen Aufträge aus dem Ausland zu erlangen. Er arbeitete in vielen Großstädten Europas (Amsterdam, Brüssel, Antwerpen, Paris, Rom, Basel, Zürich, Köln und anderen) und besaß Ateliers in Rom, Paris und Köln.
Im Auftrag des österreichischen Außenministeriums schuf Ambrosi im April 1924 eine Mussolini-Büste. Die guten Beziehungen zum faschistischen Italien brachten ihm den Titel „Commendatore“ ein, den er in den 1920ern fortan auf seinem Briefkopf führte.
1925 beauftragte man ihn, als Kommissär Österreich bei der III. Biennale in Rom zu vertreten; er präsentierte auch heute hoch bewertete Künstler wie etwa Alfons Walde, Gustav Klimt, Egon Schiele, Alfred Kubin, Anton Faistauer, Franz Barwig. In den 1930ern porträtierte Ambrosi den ungarischen Reichsverweser Miklós Horthy und schuf ein Denkmal des 1934 ermordeten Diktators Engelbert Dollfuß, das am Grazer Opernring (damals in „Dollfuß-Ring“ umbenannt) aufgestellt wurde. Das Denkmal wurde am 12. März 1938 von nationalsozialistischen Sympathisanten zerstört.

### Zeit des Nationalsozialismus
Ambrosi selbst verweilte zum Zeitpunkt des „Anschlusses“ in Zürich. Nach eigenen Angaben wollte er seine Werke in den drei großen Ateliers in Wien retten und kehrte trotz Warnungen seiner Angehörigen im Juli 1938 nach Wien zurück. Ambrosi wurde prompt von der Gestapo verhört und mit antinationalistischen Zeitungsartikeln aus dem Jahr 1937 konfrontiert, jedoch bald wieder entlassen. Ahnungslos blieb Ambrosi sein Leben lang von den Verfolgungen Leopold Blauensteiners, des Landesleiters der Reichskammer der bildenden Künste für den Gau Wien. Dieser schrieb immer wieder an Adolf Ziegler, den Präsidenten der Reichskammer der bildenden Künste, Berlin, dass man ihn, den unzuverlässigen Künstler, nicht mit Aufträgen für die Neue Reichskanzlei betrauen dürfe.
Noch vor dem Ausbruch des Zweiten Weltkrieges war Ambrosi von Generalbauinspektor für die Reichshauptstadt Albert Speer benachrichtigt worden, dass er für die Mitwirkung an der bildhauerischen Gestaltung des Gartens der Reichskanzlei in Berlin ausgewählt worden sei. Nachdem seine Modelle von vier dekorativen Brunnenfiguren aus dem Themenbereich der griechisch-römischen Mythologie (Narziss, Venus, Diana und Bacchus) Gefallen gefunden hatten, erhielt er den Auftrag, sie zu schaffen. Infolge des herrschenden Materialmangels während des Krieges konnten nur zwei Skulpturen in Bronze gegossen werden. Ambrosi war von 1938 bis ca. 1943 für den Neubau der Reichskanzlei tätig.
Die neue Nähe zu Regimegrößen wie dem Präsidenten der Reichskammer der bildenden Künste, Adolf Ziegler, half Ambrosi dabei, Denunziationen wegen seiner Nähe zum austrofaschistischen Regime abzuwenden. Ein am 20. Mai 1938 gestellter Antrag auf Mitgliedschaft in der NSDAP wurde Dezember 1941 zurückgestellt, weil er erst seit Februar 1938 illegal Beiträge an die Partei zahlte und keine ausreichende Tätigkeit für die Partei in der Verbotszeit nachweisen konnte. Einige NSDAP-Funktionäre mögen auch Ambrosis Mitgliedschaft in der Vaterländischen Front kritisch betrachtet haben, obwohl Ambrosi seine Mitgliedschaft in der Einheitspartei des Dollfuß-Schuschnigg-Regimes als Zwangsmitgliedschaft ohne aktive Teilnahme bezeichnete. 
Erst ein internes Schreiben von Speer an Heinrich Himmler machte Ambrosi in den Augen des neuen Regimes über jeden Zweifel erhaben. Speer schrieb: „Daß Ambrosi vor dem Umschwung ein bewußter Anhänger des Dollfuß‐und Schuschnigg‐Regimes gewesen wäre, könnte ihn (Adolf Hitler) nicht dazu veranlassen, auch nur einen Augenblick von der Beschäftigung eines der befähigtsten Bildhauer Deutschlands abzusehen.“ Die politische Vernetzung und Akzeptanz Ambrosis in Berlin half ihm in den folgenden Jahren, weitere Denunziationsversuche zu unterbinden. Er schreckte auch nicht davor zurück, 1938 in seinem Aufnahmeantrag für die Reichsschrifttumskammer festzustellen, dass er nach 1933 nichts geschrieben habe, da er mit „jüdischer Presse nichts zu tun haben“ wollte.
Hitler ließ für den von ihm geschätzten Ambrosi durch Reichsbaurat Architekt Roderich Fick in Linz auf dem Pöstlingberg ein Ateliergebäude planen; das Projekt wurde wegen des Kriegsverlaufs in der Planungsphase abgebrochen. Außerdem gab Albert Speer noch 1944 den Auftrag, den für Linz zuständigen Generalbaurat Hermann Giesler damit zu beauftragen, Ambrosi für die Neugestaltung von Linz ebenfalls mit Aufträgen zu versorgen.
Kriegsbedingt wurden alle Linzer Projekte sowie die zur künstlerischen Gestaltung der Reichskanzlei zurückgestellt, Giesler nahm auch nie Kontakt mit Ambrosi auf, stand dieser doch während der Planung der Linzer Projekte in direkter Konkurrenz zu Reichsgrößen wie Arno Breker und Josef Thorak.
Ambrosi arbeitete in dieser für ihn „toten Zeit“ an seinen Dichtungen. Er versuchte erfolglos, ein Ausweichdepot für seine Werke in Wien 4., Waaggasse 19, und im Staatsatelier im Wiener Prater zu erhalten. In weiterer Folge wurde durch die Bombardierung Wiens sein Staatsatelier im Prater verwüstet und geplündert, 663 seiner Werke wurden zerstört.

### Nach 1945
Im Sommer 1945 wandte sich Ambrosi an das Ministerium für Wiederaufbau und bat um Hilfe für das im Dachgeschoß befindliche, schwer zerstörte Stadtatelier, 1040 Wien, Waaggasse 19. Es konnte ihm keine Unterstützung gewährt werden. Weiters suchte er Ausweichquartiere für die  Werke, die sich noch im zerstörten Staatsatelier im Prater befanden. Fürst Franz Josef II. von Liechtenstein bot ihm Hilfe an: Ambrosi durfte ein Atelier im Park seines Wiener Stadtpalais benützen. Auch sein Freund Robert Strebinger, Mikrochemiker an der Technischen Hochschule, konnte ihm Räume zur Verfügung stellen.
Der nationalsozialistisch belastete Ambrosi bat in einem Brief an die Staatskanzlei um Dispens von der Registrierungspflicht als ehemaliger NSDAP-Anwärter. Er behauptete darin, sein Schwiegervater habe seine NSDAP-Mitgliedschaft beantragt und seine Frau bis 1942 die Mitgliedsbeiträge bezahlt. Zudem nannte er eine Reihe bekannter Künstler wie Thomas Mann, Romain Rolland, Felix Braun oder Stefan Zweig, die über seine Einstellung gegenüber dem Nationalsozialismus Bescheid wüssten.
Aiugrund dieser Angaben wurde Ambrosi von der Staatskanzlei bescheinigt, nie NSDAP-Mitglied gewesen zu sein. Laut Registrierungsbehörde des Bundesministeriums für Inneres für den 4. Bezirk, Preßgasse 24, wurde festgestellt: „Gustinus Ambrosi – politisch nichts Belastendes“ (Akt 137.313 vom 15. September 1948).
1947 erfüllte Ambrosi erste Porträtaufträge wie die Bildnisse des Kommandanten Meyer, der Miss Anne Gerard und des Dichters Nicola Sidney. 1948 porträtierte er den französischen Kulturattaché Eugene Susini, Hugo Huppert und den Unterrichtsminister Felix Hurdes. Mit dem Porträt des Bundespräsidenten Karl Renner (1949) eröffnete sich für Ambrosi ein neues Betätigungsfeld: Er erhielt weitere Porträtaufträge von führenden Politikern der Zweiten Republik, darunter Julius Raab (1957), Leopold Figl (1958) und Adolf Schärf (1960).

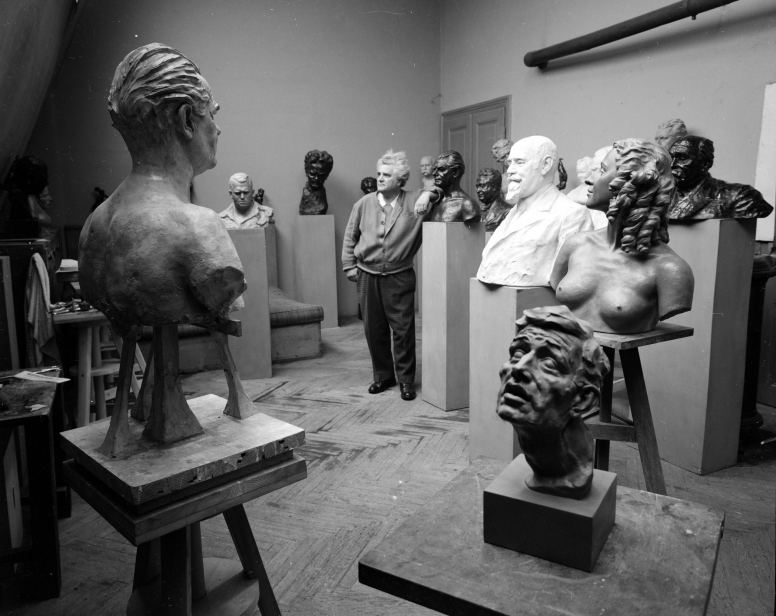
Innenansicht des Ateliers (1949)

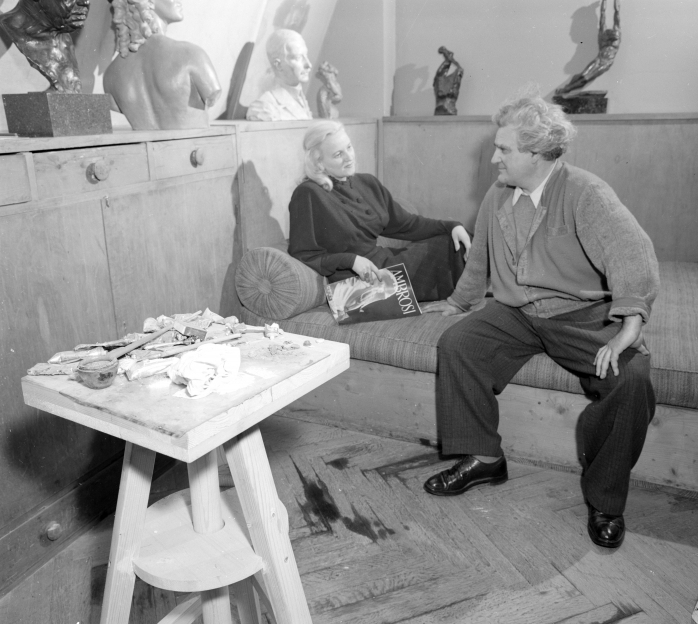
Das Ehepaar in seinem Atelier (1949)

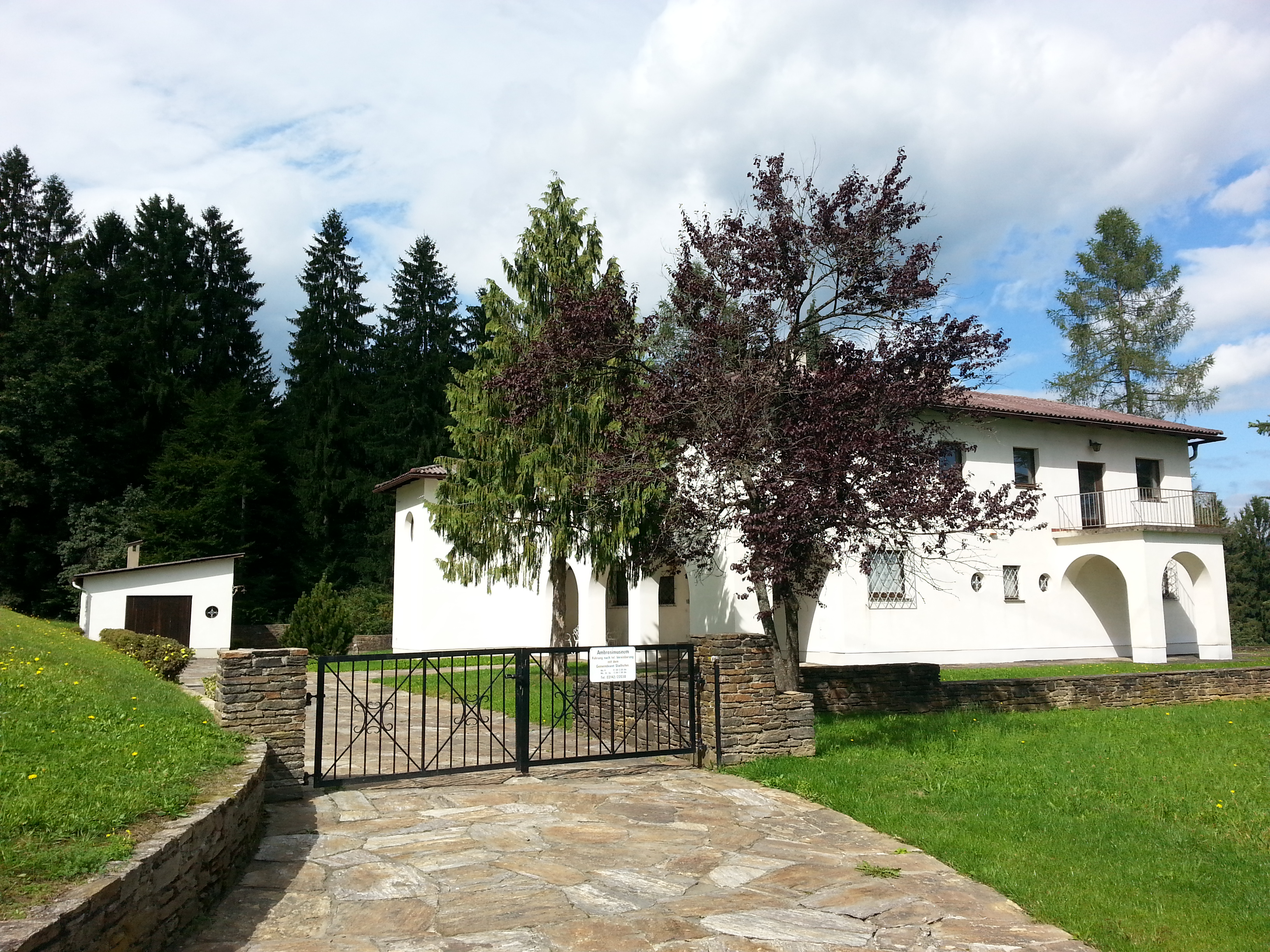
Das von Ambrosi in Stallhofen erbaute Haus

Nach 1945 strebte Ambrosi die Sicherung seines verbliebenen Lebenswerkes an. Er pochte auf sein Anrecht eines Staatsateliers auf Lebenszeit; vor allem aber verfolgte er vehement die Idee eines Museums für seine Werke, für das er einen Teil seines Lebenswerkes dem österreichischen Staat schenken wollte. Am 10. Juli 1951 erfolgte der einstimmige Beschluss des Ministerrates, für Gustinus Ambrosi auf Grund seiner außergewöhnlichen Leistungen auf dem Gebiete der bildenden Kunst ein Museum zu errichten; den angeschlossenen Wohn- und Ateliertrakt wollte man ihm als Mieter mit allen Pflichten und Lasten zur Verfügung stellen. Nach den Entwürfen des Architekten Georg Lippert entstand 1953 bis 1957 der Gebäudekomplex des Museums und Ateliers im Augarten. Am 20. Mai 1957 unterschrieb Ambrosi den Notariatsakt mit der Republik Österreich, durch den 165 Werke in Bronze und Marmor als Schenkung in das Eigentum der Republik übergingen. 1971 übergab Ambrosi weitere 56 Werke an die Republik Österreich.
Laut dem Historiker Werner Koroschitz wandte sich Ambrosi nach 1945 vehement und unter Beibehaltung nationalsozialistischen Vokabulars gegen die Nachkriegsmoderne. Ein Beispiel sind seine Attacken gegen die 1956 von Giselbert Hoke geschaffenen Fresken im Hauptbahnhof Klagenfurt, über die er im April 1960 an Arnold Jakob Clementschitsch in Villach schrieb: „Heute gelten Schnulzensänger und Kunstfalotten mit ihrem ganzen Mist und üblen Anhang bei Presse, Rundfunk und so weiter als Götter. Dieser ganze Aushub aus der Gosse wird einmal liquidiert, denn die Zeit arbeitet daran, dass immer doch nur alles Echte und Gute übrig bleibt. [...] Die Fresken im Klagenfurter Bahnhof, die von allen mir bekannten Kunstfreunden als Mist und Schund bezeichnet werden, sind ja genügend Anschauungsunterricht, wohin wir schon gelangt sind.“ In einem Brief an Villachs Bürgermeister Gottfried Timmerer vom Juli 1960 ereiferte sich Ambrosi erneut über die Vertreter der modernen Kunst, die er als „volksfremde Hirnjongleure“ bezeichnete.
Als 1966 in Wien die von der Freiheitlichen Partei Österreichs unterstützte „Liga gegen entartete Kunst“ ins Leben gerufen wurde, die lautstark gegen das von Alfred Hrdlicka entworfene Renner-Denkmal an der Ringstraße protestierte, diffamierte Ambrosi Hrdlicka als „Sudler“. Das Raab-Denkmal von Toni Schneider-Manzell beim Wiener Volksgarten erregte ebenso seinen Zorn, was er damit kommentierte, dass „Leute, die nicht zur Kunst prädestiniert sind, heute obenan“ seien.
Infolge der jahrzehntelangen schweren Arbeit litt Ambrosi in den letzten Lebensjahren unter starken Gelenksbeschwerden der Oberarme; immer wieder erkrankte er in den Wintermonaten an Lungenentzündungen. Trotzdem begann er 1969, im Alter von 76 Jahren, in Stallhofen, Weststeiermark, seinen Alterssitz zu bauen.
Ambrosi schied kurz vor dem Bezug des neu erbauten Hauses am 1. Juli 1975 durch Suizid aus dem Leben. Seit 1988 ist das im toskanischen Stil von ihm entworfene Haus Museum und Gedenkstätte. Gustinus Ambrosi liegt in einem Ehrengrab der Stadt Graz am St.-Leonhard-Friedhof in Graz begraben.
Nach Ambrosis Tod wurde 1978 im Augarten in Wien-Leopoldstadt das nach dem Konzept des Künstlers gestaltete Gustinus-Ambrosi-Museum eröffnet; es war Teil der Österreichischen Galerie Belvedere und wurde 2017 geschlossen. Ebenfalls 1978 wurde auch die Gustinus-Ambrosi-Gesellschaft gegründet. Im Jahr 1984 wurde in Wien-Donaustadt (22. Bezirk) die Ambrosigasse nach ihm benannt.
Ambrosis bildhauerisches Werk umfasst rund 2300 Arbeiten, davon etwa 650 Porträts.

## Kritik
Kritik wurde Ambrosi insbesondere in der Phase der verstärkten Vergangenheitsbewältigung in den 1980er Jahren zuteil. Liesbeth Wächter-Böhm kritisierte etwa Ambrosis Stellungswechsel vom Dollfußporträtisten zum Großplastiker im Auftrag Albert Speers und weiter zum prominenten Künstler der Zweiten Republik. Jan Tabor nannte Ambrosi den „prominenten Bildhauer sämtlicher österreichischer Staatsformen dieses Jahrhunderts“. Eingemahnt wurde auch, dass diese Wendungen im Ambrosi-Museum offen dokumentiert werden sollten.

## Auszeichnungen
- 1912: Staatspreis für Bildhauerei der österreichisch-ungarischen Monarchie in Graz
- 1925: Kommandeur des Ordens der Krone Italiens
- 1927: Große goldene Ehrenmedaille von Papst Pius XI.
- 1949: Preis der Stadt Wien für Bildende Kunst
- 1952: Ritter der französischen Ehrenlegion – Ehrenmedaille der Stadt Triest
- 1957: Internationale Ausstellung gehörloser Künstler in Rom. Gustinus Ambrosi erhält als bester Bildhauer den „Silbernen Ehrenpokal“ des italienischen Handelsministeriums.
- 1958: Ehrenkreuz für Wissenschaft und Kunst I. Klasse – Große silberne Ehrenmedaille von Papst Johannes XXIII.
- 1960: Dr.-Adolf-Schärf-Medaille
- 1963: Ehrenmedaille der Bundeshauptstadt Wien in Gold; Goldener Lorbeer des Wiener Künstlerhauses; Goldene Medaille des Schubertbundes Wien.
- 1974: Verdienstzeichen I. Stufe des Landesfeuerwehrverbandes, Burgenland

## Mitgliedschaften
- 1909: Genossenschaft bildender Künstler der Steiermark in Graz, Ehrenmitglied ab 1935
- 1932: Mitglied des Wiener Künstlerhauses
- 1932: Ehrenmitglied der Karl-Franzens-Universität, Graz
- 1935: Ehrenbürger von Graz
- 1936: Ehrenbürger von Eisenstadt
- 1947: Mitglied des Künstlerbundes Tirol
- 1950: Ehrenmitglied der Friedensgesellschaft Berta von Suttner
- 1953: Ehrenbürger von Oggau, Burgenland
- 1956: Korrespondierendes Mitglied der National Sculpture Society New York
- 1957: Mitglied des Gründungskomitees der Stefan Zweig-Gesellschaft in Wien

## Skulpturen (Auszug)
Gustinus Ambrosi kann als bedeutender Porträtist des 20. Jahrhunderts angesehen werden; seine Porträts stellen einen wichtigen Beitrag zur Geistes- und Kulturgeschichte dieses Jahrhunderts dar. Er schuf die Porträts der Päpste Pius XI. (1927), Pius XII. (1957) und Johannes XXIII. (1961); es entstanden die Bildnisse von Künstlern, Kardinälen, Fürsten, Staatsmännern, Politikern, Wissenschaftlern, Wirtschaftstreibenden.
- Der Mann mit dem gebrochenen Genick, 1909, Ambrosi-Museum, Wien
- Genie und Idee, 1915, Ambrosi-Museum, Wien
- Denkmal Wilhelm Kienzl, Grazer Opernhaus
- Promethidenlos, 1916–1918, Ambrosi-Museum, Wien[10]
- Der ewige Frühling, 1916, Ambrosi-Museum, Wien
- Der opfernde Abel, 1917, Ambrosi-Museum, Wien
- Die Erschaffung Adams, 1913–1919, Ambrosi-Museum, Wien
- Orpheus und Eurydice, 1919, Ambrosi-Museum, Wien
- Der Mensch und sein Schicksal, um 1920, Ambrosi-Museum, Wien
- Kain, 1922, Ambrosi-Museum, Wien
- Die Erkenntnis, 1922, Ambrosi-Museum, Wien
- Ikaros, 1923, Ambrosi-Museum, Wien
- Mussolini, 1924, Belvedere, Wien[11]
- Heiliger Sebastian, 1926, Ambrosi-Museum, Wien
- Mutter Erde, 1929
- Eli, Eli, lama sabachthani [Kreuz Christi], 1937, Ambrosi-Museum, Wien,
- Consumatum est [Kreuz Christi], 1937
- Grabmal Prof. Dr. Ludwig Boltzmann, Physiker, 1933, Wiener Zentralfriedhof
- Bildnisbüste Karl Renner, 1949, Heeresgeschichtliches Museum, Wien
- Denkmal Bürgermeister Karl Seitz, 1951, 1210 Wien, Karl-Seitz-Platz
- Phaidros, 1953, Bank Austria
- Grabmal Wiedner, Der Engel und die Seele, 1954–62, Wiltener Friedhof in Innsbruck
- Totenmaske Theodor Körner, 1957[12]
- Bildnisbüste Theodor Körner, 1959, Heeresgeschichtliches Museum, Wien
- Denkmal Daniel Swarovski, 1960, Wattens, Hauptplatz, Tirol
- Bildnisbüste Adolf Schärf, 1960, Heeresgeschichtliches Museum, Wien[13]
- Denkmal für Franz Schubert, 1963, gegenüber der Lichtentaler Pfarrkirche, 1090 Wien, Marktgasse 40
- Denkmal Bundespräsident Dr. Adolf Schärf, 1966, Villacher Kurpark
- Denkmal für Joseph  Marx, Liederkomponist, 1968, Grazer Stadtpark
- Die Blüte, 1965–1975, Ambrosi-Museum, Stallhofen, Weststeiermark

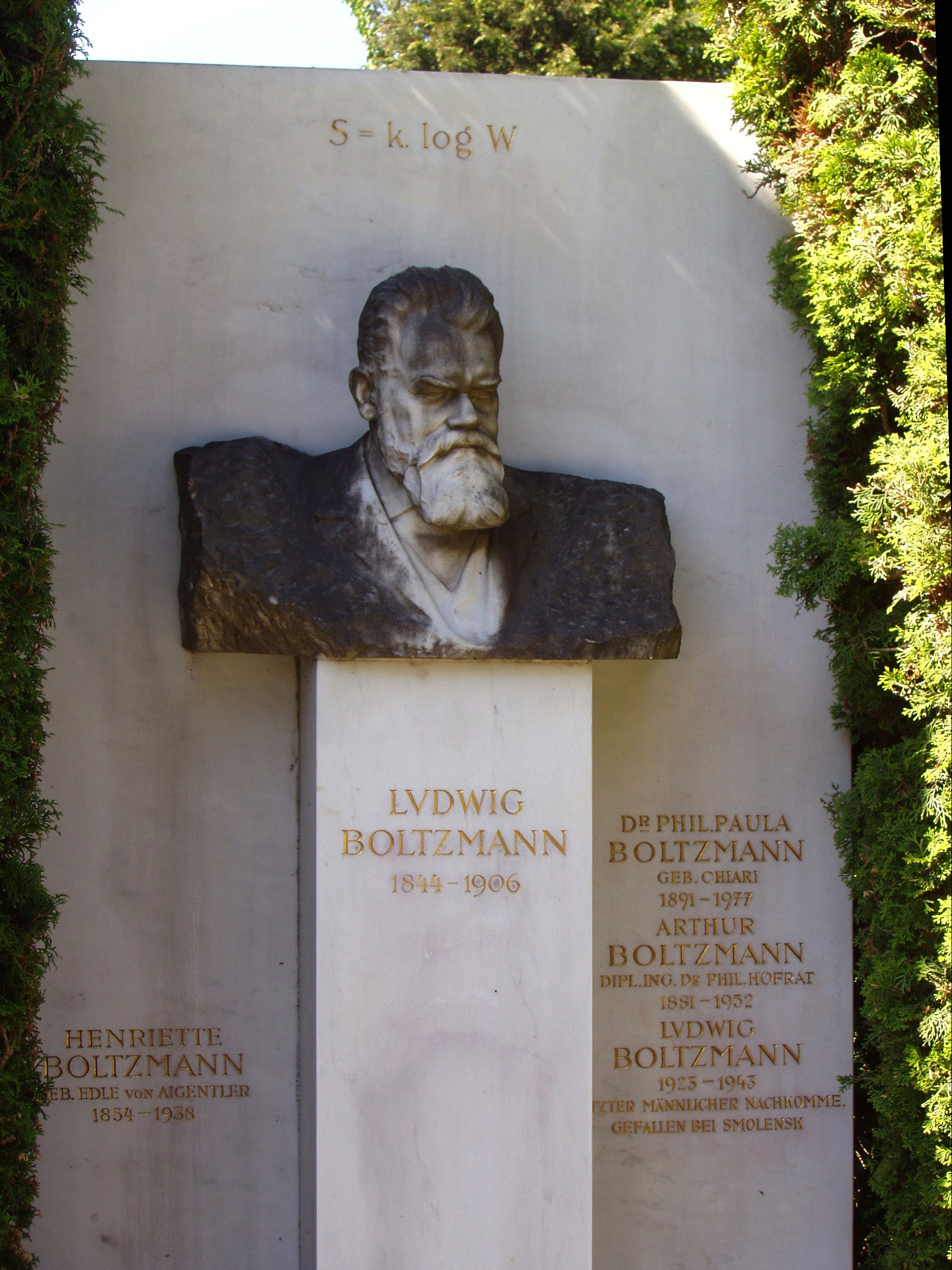
Grabmal für den Physiker Ludwig Boltzmann auf dem Wiener Zentralfriedhof

## Schriftstellerisches Werk

### Lyrik
- Die Sonette an Gott. 1923.
- Die Sonette am Grab einer Liebe. 1926.
- Einer Toten. 1937.
- Das Buch der Einschau. 1959
- Die Sonette an Beethoven. 1974.
- Das Buch der kleinen Lieder. 1995, 2. Auflage: 2000. Hrsg. G. Ambrosi-Gesellschaft.

### Weitere Veröffentlichungen
Gustinus Ambrosi fand Anerkennung als geistvoller Briefschreiber und Zeitkritiker. Er stellte Gott, die Natur, das Schicksal des Menschen, die Ethik und die Ästhetik in den Mittelpunkt seiner Betrachtungen.
- Jury und Künstlerelend. Denkschrift anlässlich der Protest-Ausstellung, Juni 1919.
- Meine Mutter. In: Morgenpost, deutsches Tagblatt, 16. Mai 1943, S. 6.
- Festprolog zur Eröffnung der Haydn-Festspiele in Eisenstadt, 25.–31. Mai 1947.
- Aus meinem Leben. In: Zeitschrift der österreichischen Schuljugend, 3. Jg. 1948, Heft 2, S. 19–22.
- Meine Eltern. In: Ambrosi Festschrift. Burgenland Verlag, Sonderdruck 1948, S. 41 f.
- Vom Sinn der Arbeit. In: Ambrosi Festschrift. Burgenland Verlag, Sonderdruck 1948, S. 45 f.
- Entstehung und Schicksal von Rodins Balzac-Denkmal. In: Die Zeit, 15. 6. 1949, 2. Jg., Heft 12, S. 18 f.
- Vorwort zur Rodin-Ausstellung „Zeichnungen und Aquarelle“ im Palais Lobkowitz, Wien, November–Dezember 1951.
- Rede auf Franz Schubert. Franz Manhardt, Privatdruck von 2.000 Exemplaren, 1963.
- Gedanken über Demokratie, Welt und Menschheit. In: Der österreichische Zeitungshändler, 7. Jg., Nr. 2/1964, S. 35.
- „Lieben heißt geben, aber auch nehmen...“. Zum Tode John Knittels. In: Neue Illustrierte Wochenschau, Nr. 20, 17. 5. 1970, S. 5.
- Der Übergang ins Nichts. Erinnerungen an ein Gespräch mit John Knittel. In: Neue Illustrierte Wochenschau, Nr. 21, 24. 5. 1970, S. 6.
- Das Jubiläum meiner siebzigjährigen Taubheit. In: Neue Illustrierte Wochenschau, Nr. 13, 61. Jg., 29. 3. 1970, S. 1 u. 3.
- Wie sah Schubert aus? Die Rekonstruktion seines Craniums. In: Wissenschaft und Weltbild, 31. Jg., Nr. 1/1979, Verlag Dr. Arthur Werner, Wien, S. 34–41.